# Дабуламанзи
Дабуламанзи каМпанде (зулу Dabulamanzi kaMpande; октябрь 1839 — 22 сентября 1886) — единокровный брат правителя (инкоси) Кечвайо. В период Англо-зулусской войны командовал силами зулусов, в частности, в битве у Роркс-Дрифт. После смерти Кечвайо поддержал Динузулу как главного претендента на место инкоси зулусов.

## Биография

### Происхождение. Характер
Дабуламанзи родился в 1839 году. Он был сыном зулусского правителя (инкоси) Мпанде и его седьмой жены, Нсейаны Сангузы Гумеды. В переводе с языка исизулу его имя дословно означало «делитель вод». Как и его старший брат Кечвайо по достижении совершеннолетия вступил в ибуто Тулвана. Во время конфликта Кечвайо с Мбуязи Дабуламанзи встал на сторону Кечвайо, за что удостоился после победы звания индуны и получил в управление военный крааль (иканда) еСиг’вакени. Дабуламанзи, крааль (умзи) которого располагался неподалёку от границы с Наталем, наладил близкие контакты с торговцами и охотниками английской колонии. Благодаря этому имел широкий доступ к огнестрельному оружию и алкоголю.
Дабуламанзи был известен как меткий стрелок и умелый всадник, человек вспыльчивый, своенравный и упрямый — таким его считали даже ближайшие родственники.

### Участие в Англо-зулусской войне
С началом Англо-зулусской войны Дабуламанзи снова показал себя как преданный союзник Кечвайо. Он командовал резервными силами зулусов в битве при Изандлване, однако в этом сражении ему не удалось вступить в бой. Оставшиеся в живых британские солдаты добрались до находившегося неподалёку форта Роркс-Дрифт, гарнизон которого сразу же приступил к возведению укреплений. Узнав об этом, Дабуламанзи принял решение, типичное для его характера — форсировать реку на пути к Роркс-Дрифту и атаковать его.
 Позднее он признал, что в этот момент им руководило единственное желание: «искупать копья своих воинов» в крови англичан. В сражении у Роркс-Дрифта силы зулусов, несмотря на более чем десятикратное численное превосходство над противником, потерпели поражение: британский пост был сравнительно хорошо укреплён, а оборонявшие его солдаты, не имевшие возможности отступить, отчаянно сражались и обратили зулусов в бегство. Когда о произошедшем у Роркс-Дрифта стало известно в рядах зулусов, бежавшие с поля битвы зулусские воины во главе с Дабуламанзи подверглись насмешкам со стороны соотечественников: брат Кечвайо получил королевское неодобрение и вернулся в свой крааль. Однако на этом его участие в войне не закончилось. Он организовал блокаду англичан в форте Эшове, а в сражении при Гингиндлову командовал правым «рогом» зулусского войска.

### Последние годы
После поражения в Англо-зулусской войне и раздела страны зулусов на 13 «независимых» вождеств, умзи Дабуламанзи оказалось на территории, отошедшей под управление английского торговца и бывшего советника Кечвайо Джона Данна. В результате поражения и раздела страны зулусы оказались в состоянии анархии, их раздирали междоусобицы. Данн, злоупотребляя полученной властью, обложил глав подвластных ему краалей налогом в одну голову крупного рогатого скота и заставлял продавать ему скот по заниженным ценам. Многие зулусы ещё долго боялись нападения англичан и прятались в пещерах и других укромных местах. В довершение в 1880—1881 годах зулусов поразил страшный голод. В многочисленных столкновениях противников и сторонников Кечвайо погибли тысячи человек.
В этих условиях лидеры узуту (под этим названием были известны сторонники Кечвайо) стали обращаться к английским властям с просьбами вернуть в страну Кечвайо, чтобы он восстановил нарушенный порядок. Дабуламанзи был одним из активных участников кампании по возвращению Кечвайо в Зулуленд.
При поддержке англиканского епископа Дж. Коленсо зулусам удалось добиться возвращения Кечвайо в 1883 году. Дабуламанзи снова встал во главе отрядов узуту, но после двух поражений от Зибебу — главного противника Кечвайо в борьбе за власть — бежал вместе с Кечвайо в колонию. После смерти Кечвайо 8 февраля 1884 года Дабуламанзи выступил за передачу власти сыну умершего инкоси Динузулу. Для достижения этой цели Дабуламанзи пошёл на организацию союза Динузулу с бурами в 1884 году. Однако буры в обмен на помощь потребовали от зулусов значительных территориальных уступок, что вызвало возмущение Дабуламанзи и привело его к конфликту с бывшими союзниками.

### Гибель
22 сентября 1886 года он был арестован двумя бурами, ван дер Бергом и Жубером. Дабуламанзи попытался сбежать на территорию британской резервации, однако в ходе завязавшейся перестрелки был ранен и умер на следующий день. Похоронили Дабуламанзи невдалеке от форта Ньюдигейт.